# Peter Klassen
Peter P. Klassen (Sovjet-Unie, 1926) is een Rusland-Duitse auteur uit Paraguay. Hij schrijft in het Duits.
Peter P. Klassen vluchtte met zijn ouders van Rusland naar Paraguay in 1931. Klassen wordt gezien als de eerste historicus van de mennonieten in Paraguay. Klassen was lange tijd redacteur van de krant Mennoblatt.